# Ріхард Гуна
Ріхард Гуна (словац. Richard Huna; 9 березня 1985, м. Ліптовски Мікулаш, ЧССР) — словацький хокеїст, лівий нападник. Виступає за МсХК «Жиліна» у Словацькій Екстралізі.
Вихованець хокейної школи ХК «32 Ліптовски Мікулаш». Виступав за ХК «32 Ліптовски Мікулаш», «Слован» (Братислава).
У складі національної збірної Словаччини провів 7 матчів. 
Брат: Роберт Гуна.